# Lerkaka
Lerkaka är en by i Runstens socken på östra Öland i Borgholms kommun. Från 2015 avgränsar SCB här en småort.
Namnet syftar möjligen på den leriga jordens tendens att "kaka ihop sig" och skrevs redan 1467 "Leerkaka". I dag är byn bekant för sin långa rad av väderkvarnar, som är ett turistmål. Där finns också en runsten, Ölands runinskrifter 37.